# 盧林區

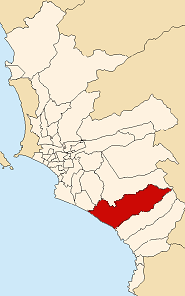

12°16′45″S 76°52′30″W / 12.27917°S 76.87500°W
盧林區（西班牙語：Distrito de Lurín），是秘魯的一個區，位於該國西部利馬大區的利馬省，始建於1857年1月2日，面積181.12平方公里，海拔高度9米，2005年人口55,953，人口密度每平方公里310人。